# Ácido 3-amino-4-hidroxibenzoico
Ácido 3-amino-4-hidroxibenzoico (citado na literatura como 3,4-AHBA, do inglês 3-amino-4-hydroxybenzoic acid) é o composto orgânico de fórmula C7H7NO3, SMILES C1=CC(=C(C=C1C(=O)O)N)O e massa molecular 153,135406. Possui ponto de fusão de 197 °C e decompõe-se a 200 °C. É irritante dos pulmões, olhos e pele.

## Na natureza
É metabolizado por Streptomyces murayamaensis por meio de uma enzima oxidase que contém cobre em sua estrutura.
A biossíntese de 3,4-AHBA, precursor de diversos metabólitos secundários de Streptomyces, requer a condensação de compostos de três átomos de carbono com uma unidade de quatro átomos de carbono derivada do ciclo do ácido tricarboxílico, no caso, o oxaloacetato.
É um precursor de asucamicina (ChEBI 73481) e manumicina (ChEBI 29623). Permite a biossíntese de michigazonas (N° CAS 62267-63-4), por meio de oxidase.

## Polimerização
O cloridrato de ácido 3-amino-4-hidroxibenzoico polimeriza em um meio medianamente ácido com ácido polifosfórico.